# Benjamin Gottlieb Müller
Benjamin Gottlieb Müller (* um 1752 in Glogau; † 13. Februar 1816 in Breslau) war ein preußischer Militär- und Verwaltungsjurist. Er war Oberbürgermeister von  Breslau.

## Leben
Er war ein Sohn von Balthasar Friedrich Müller (faber stannarius). Ab Oktober 1770 studierte Müller in Brandenburgischen Universität Frankfurt Rechtswissenschaft. Danach war er Auditeur im Regiment Tauentzien.
Ab August 1786 war Müller Ratsmann in Breslau, ab 1791 Syndikus und ab November 1796 Obersyndikus der Stadt. Im September 1802 ließ er sich von diesem Amt entbinden und wurde am 10. November 1806 erster Oberbürgermeister von Breslau. Im September 1812 trat er von diesem Amt zurück.
In seine Amtszeit fiel die Einführung und Umsetzung der preußischen Städteordnung von 1808.
Seit 1777 war Müller Freimaurer.